# Itaobim
Itaobim is een gemeente in de Braziliaanse deelstaat Minas Gerais. De gemeente telt 21.618 inwoners (schatting 2009).

## Aangrenzende gemeenten
De gemeente grenst aan Itinga, Jequitinhonha, Medina en Ponto dos Volantes.